# دانیو
دانیو (به فرانسوی: Dagneux) یک کمون در فرانسه است که در canton of Montluel واقع شده‌است.

## خصوصیات
دانیو ۶٫۶۵ کیلومترمربع مساحت و ۳٬۹۳۰ نفر جمعیت دارد و ۱۹۸ متر بالاتر از سطح دریا واقع شده‌است.